# Pfauenfeder

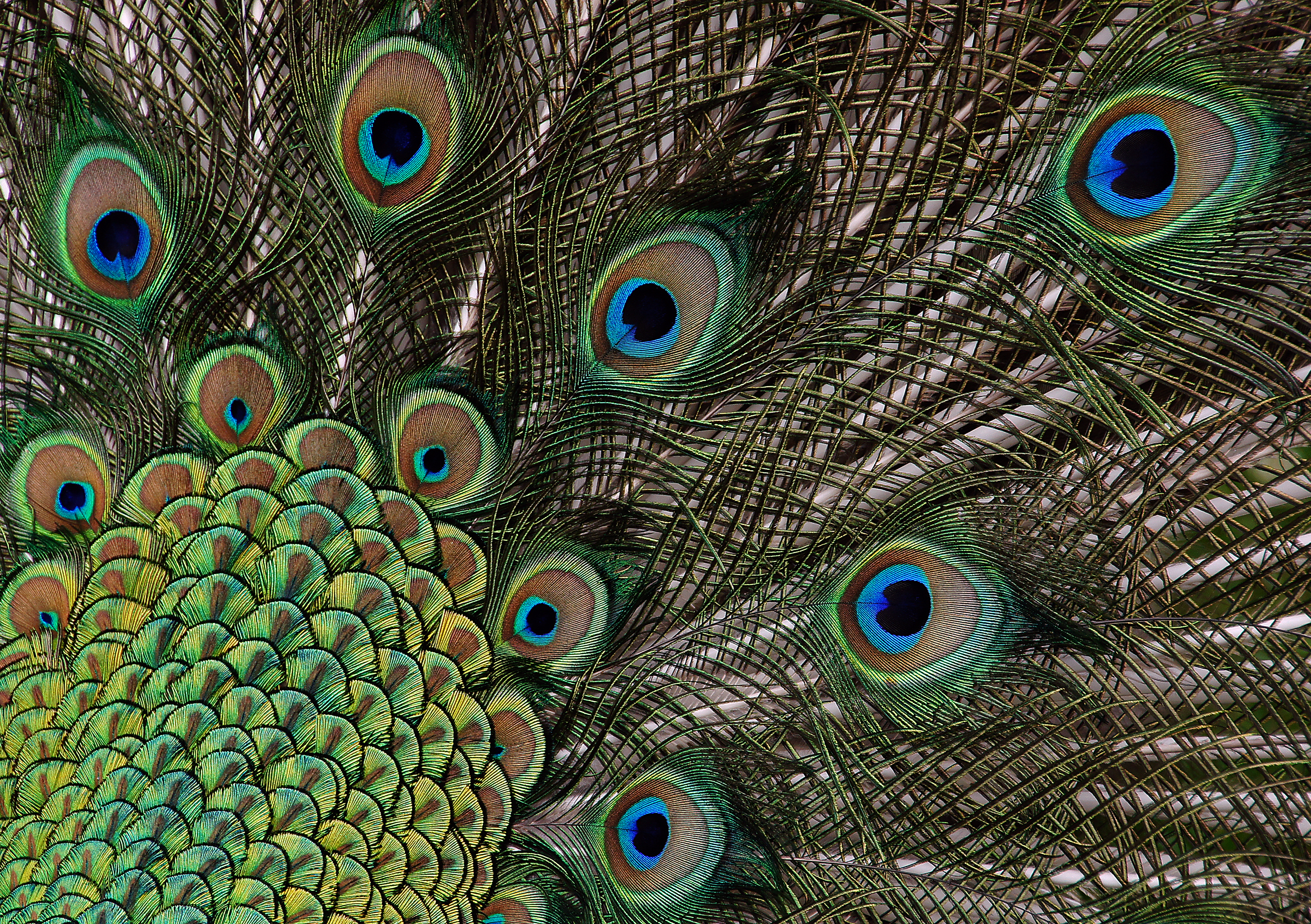
Aufgestellter Pfauenschwanz

Mit Pfauenfedern sind umgangssprachlich vor allem die Schlepp-Endfedern des Schwanzes erwachsener Hähne der zoologischen Gattung der Asiatischen Pfauen gemeint, die in einem als „Auge“ bezeichneten Muster enden. Sie finden in vielfältiger, zumeist schmückender Absicht Verwendung. Der bekannteste Vertreter der Gattung ist der Blaue Pfau, der wegen seines besonders prächtigen Federkleids mit langer Schleppe als Federlieferant dient, er wird als Ziervogel gehalten. Durch Zuchtauslese entstanden verschiedene Mutationsfarben des Blauen Pfaus.
Die Schleppe, der verlängerte Schwanz, ist das auffällige Merkmal des Prachtkleids erwachsener Pfauenhähne, die aus etwa 150 Federn besteht. Diese Schmuckfedern sind verlängerte Oberschwanzdeckfedern, vergleichbar den Sichelfedern des Haushahns. Die Schleppe dient der Zurschaustellung bei der Balz. Die Federn werden nach der Balz jedes Jahr während der Mauser abgeworfen, sie können ab dem sechs Jahre alten Vogel eine Länge von über zwei Metern erreichen. Beide Geschlechter tragen eine kleine Federkrone auf dem Scheitel.
Der Pfau gilt seit Jahrtausenden, vor allem in seiner Urheimat Asien, aber auch weltweit, als ein Symbol für Herrschertum und Schönheit.

## Struktur
Die Musterung der nicht ganz am Ende gelegenen Oberschwanzdeckfedern ähnelt mit seinem tiefblauen Fleck einem Auge, Dieses ist von zwei breiten, leuchtend kobaltblauen und bronze-braunen sowie zwei schmalen goldgrünen und bronze-violetten Ringen eingefasst. Die Außenfedern und längsten Mittelfedern haben keine Augen, die äußeren jedoch einen dicken, samtigen und blaugrünen Außenfahnensaum. Die längsten Mittelfedern weisen einen breiten, schwarzen Halbmond als Abschluss auf.
Pfauenfedern ändern je nach Beleuchtung scheinbar ihre Farben. Das schillernde Gefieder des Pfauenmännchens enthält keine Farbpigmente, der Farbeindruck entsteht durch Interferenz des Lichts (Interferenzfarbe) in mikroskopisch kleinen Luftkammern in den Federn. Zerstört man die Luftkammern, sind die Federn dunkelgrau. Eine Untersuchung mit optischem und Rasterelektronen-Mikroskop ergab: Vom Kiel der Feder gehen an beiden Seiten zahlreiche Widerhaken ab. Auf jeder Seite eines Widerhakens befinden sich eine Reihe flacher Erhebungen. Die Oberfläche dieser Erhebungen besteht aus einer zweidimensionalen Kristallstruktur aus Melanin-Stäbchen, die durch Keratin zu einem Gitter verbunden sind. Die Anzahl und der Abstand der Stäbchen variiert und ergibt mit ihrer Struktur die unterschiedlichen Farben im Federkleid des Pfaus. Durch eine numerische Simulation wurde gezeigt, dass die verschiedenen Gitterstrukturen die auftreffenden Lichtwellen verändern, wobei verschiedene Farben entstehen. Wie bei allen Federn ist auch der Grundstoff der Pfauenfeder Keratin.

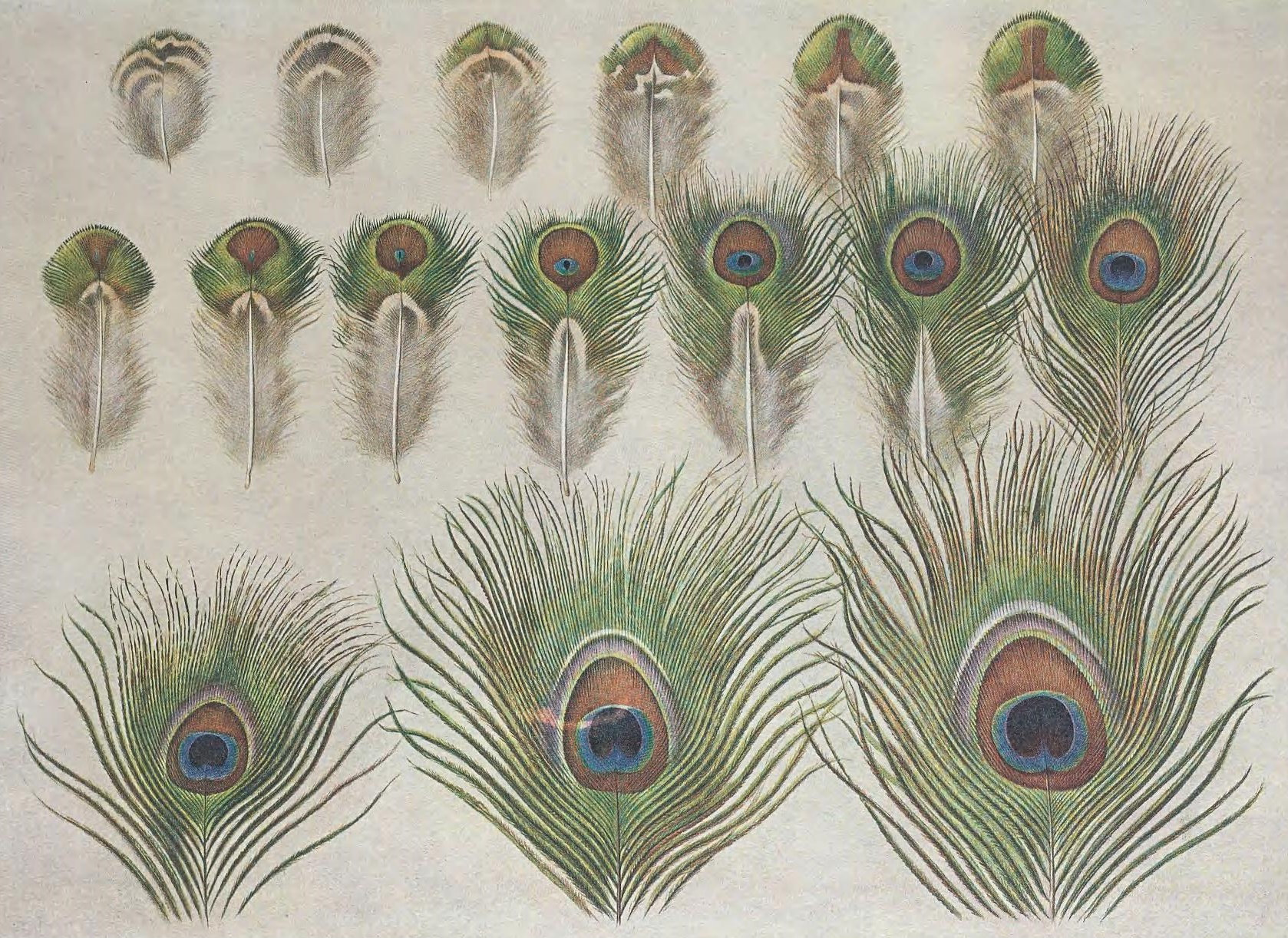
Evolution des Federauges (Grafik)
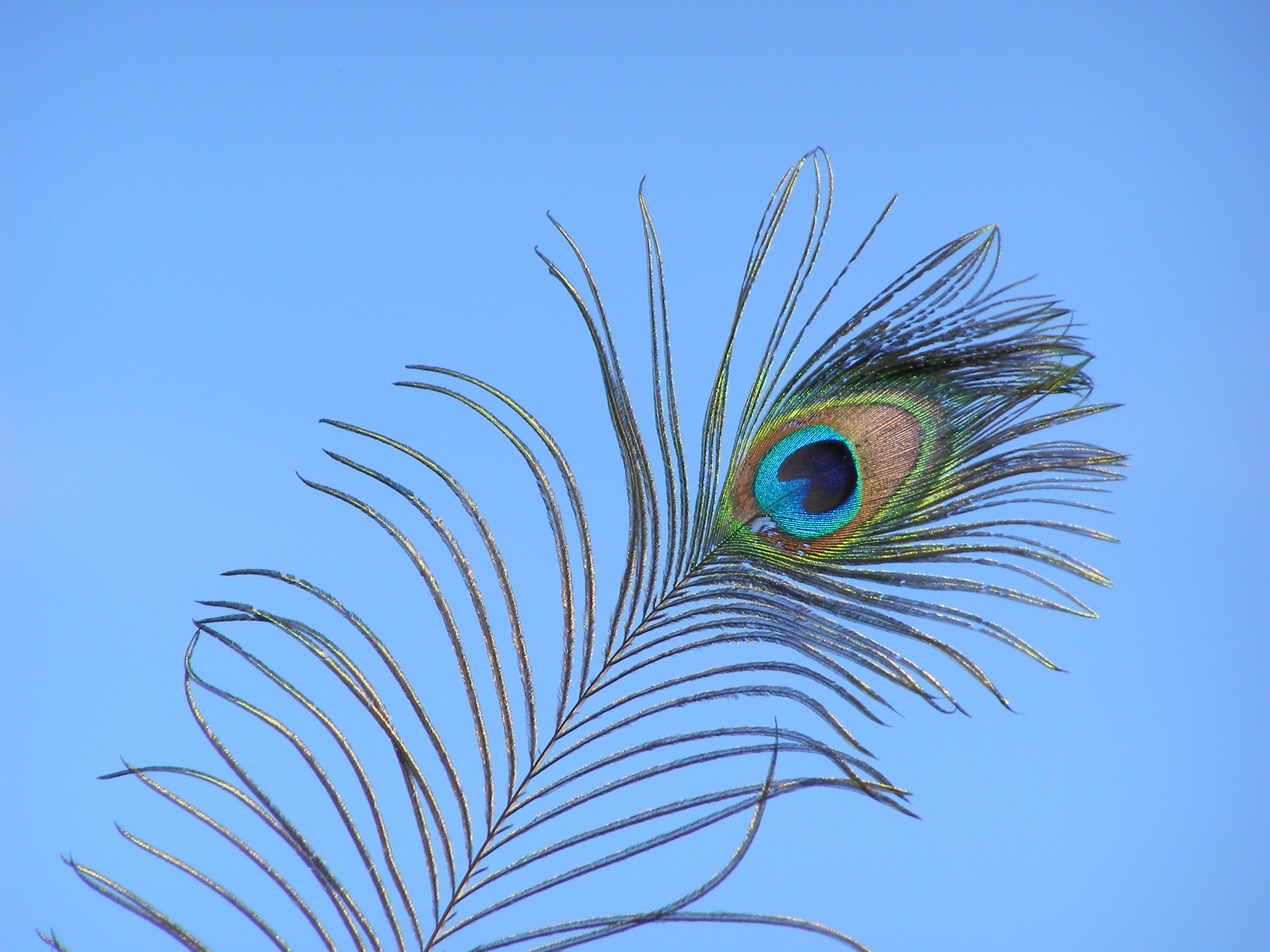
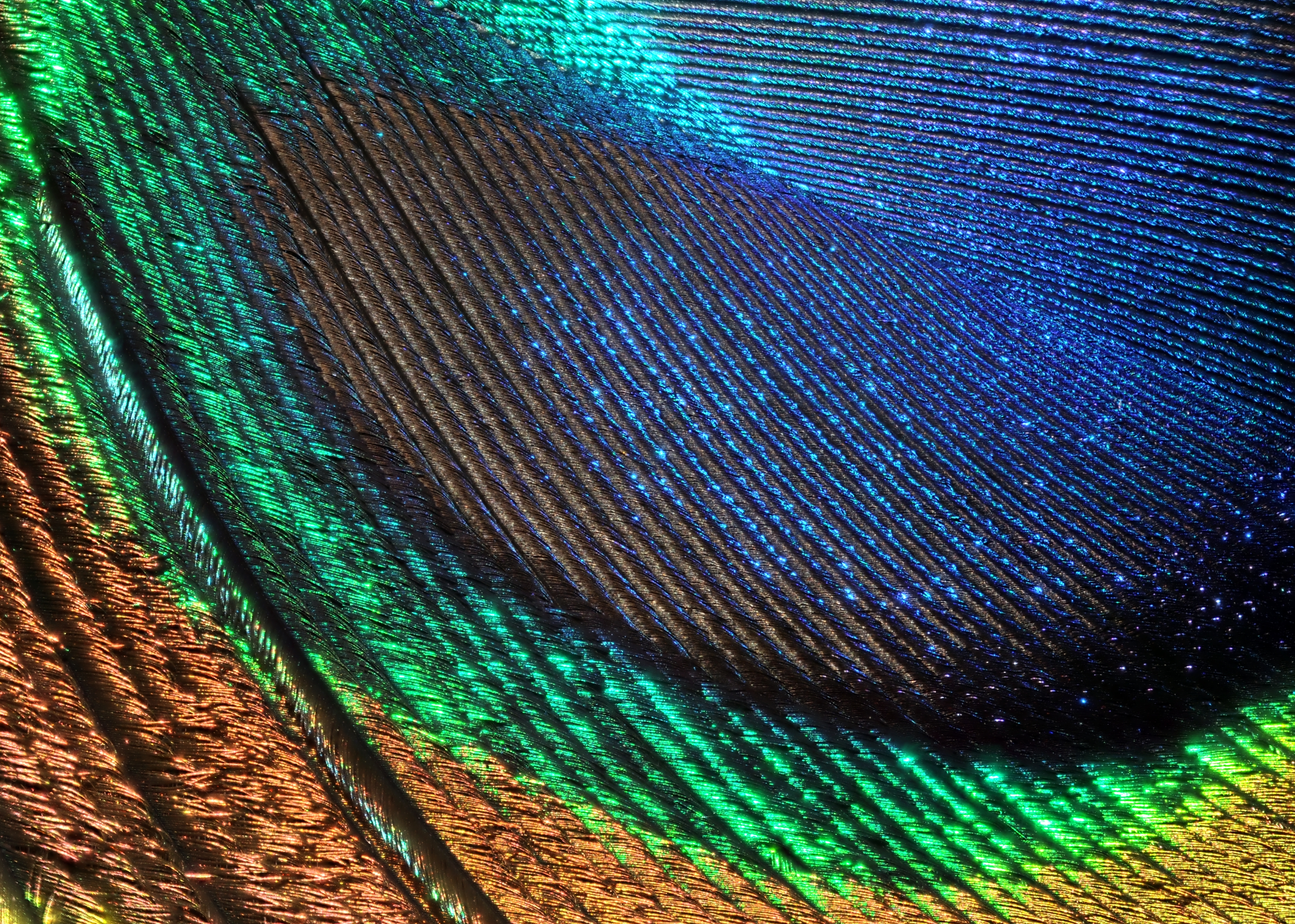

## Geschichte, Handel
Pfauenfedern sind zusammen mit anderen Vogelfedern ein Handelsartikel. Während beispielsweise Daunenfedern vor allem für Kissen und warmhaltende menschliche Bedürfnisse gebraucht werden, dienen die Federn des Pfaus, zusammen mit Federn anderer Vögel mit attraktivem Federkleid, nur zu schmückenden Zwecken. Je nach Mode war die Nachfrage unterschiedlich stark. Die Tendenz, spitze Krempenhüte mit Pfauenfedern zu schmücken, kam im 12. Jahrhundert von London nach Deutschland. Besonders gefragt waren solche Federn im 19. und der ersten Hälfte des 20. Jahrhunderts, mit dem Höhepunkt zwischen den 1870er und 1920er Jahren, einer Zeit, in der vor allem viele Damenhüte mit einem Federschmuck versehen waren. Allgemein waren dies besonders Straußenfedern, für Hüte beispielsweise auch Federn von Paradiesvögeln, häufig wurden letztere auch ungerupft als Vogelfell hierfür verwendet.
Schedels Warenlexikon aus dem Jahr 1814 vermerkt zu den Pfauenfedern: „Mit den Federn wird in Ssina [China], den Ländern Indostans [Hindustan, Indien] und in Persien ein wichtiger Handel getrieben. Man gebraucht sie daselbst zu Sonnenfächern für die Frauenzimmer, zum Kopfputze, u. drgl. Sie werden packetweise gehandelt“. Aus den Federn der männlichen Tiere werden in Asien hochwertige Stoffe gefertigt.
Als die wertvollsten Pfauenfedern galten um 1889 die von Aleppo „wegen ihrer graziösen Form“, danach, in dieser Reihenfolge, die Federn aus Benghasi, Tripolis und Tunis, vom „Cap“, Senegal und Algerien.
Im Jahr 2013 berichtete die Presse von Mänteln einer „Luxus-Marke“ aus Pfauenfedern, Verkaufspreis 27.000 Euro, verkaufte Stückzahl wohl etwa 20. Deren Federn sollen, vielleicht ohne Wissen des Anbieters, auf einem Umweg über Indien aus China gekommen sein. Gleichzeitig wurde vermutet, dass die Federn dort von lebend gerupften Pfauen stammen könnten. Die Federn wachsen zwar mehrfach nach, das Rupfen verursacht bei den Tieren jedoch schmerzhafte Fleischwunden.
Im Onlinehandel werden Pfauenfedern einzeln oder häufig zehnstückweise gebündelt angeboten. Unbeschädigte, nur zerzauste Pfauenfedern lassen sich zuschneiden, geraderichten, reinigen und mit Wasserdampf glätten. Voneinander getrennte Federäste können dank ihres Klettverschlussmechanismus wieder verbunden werden.

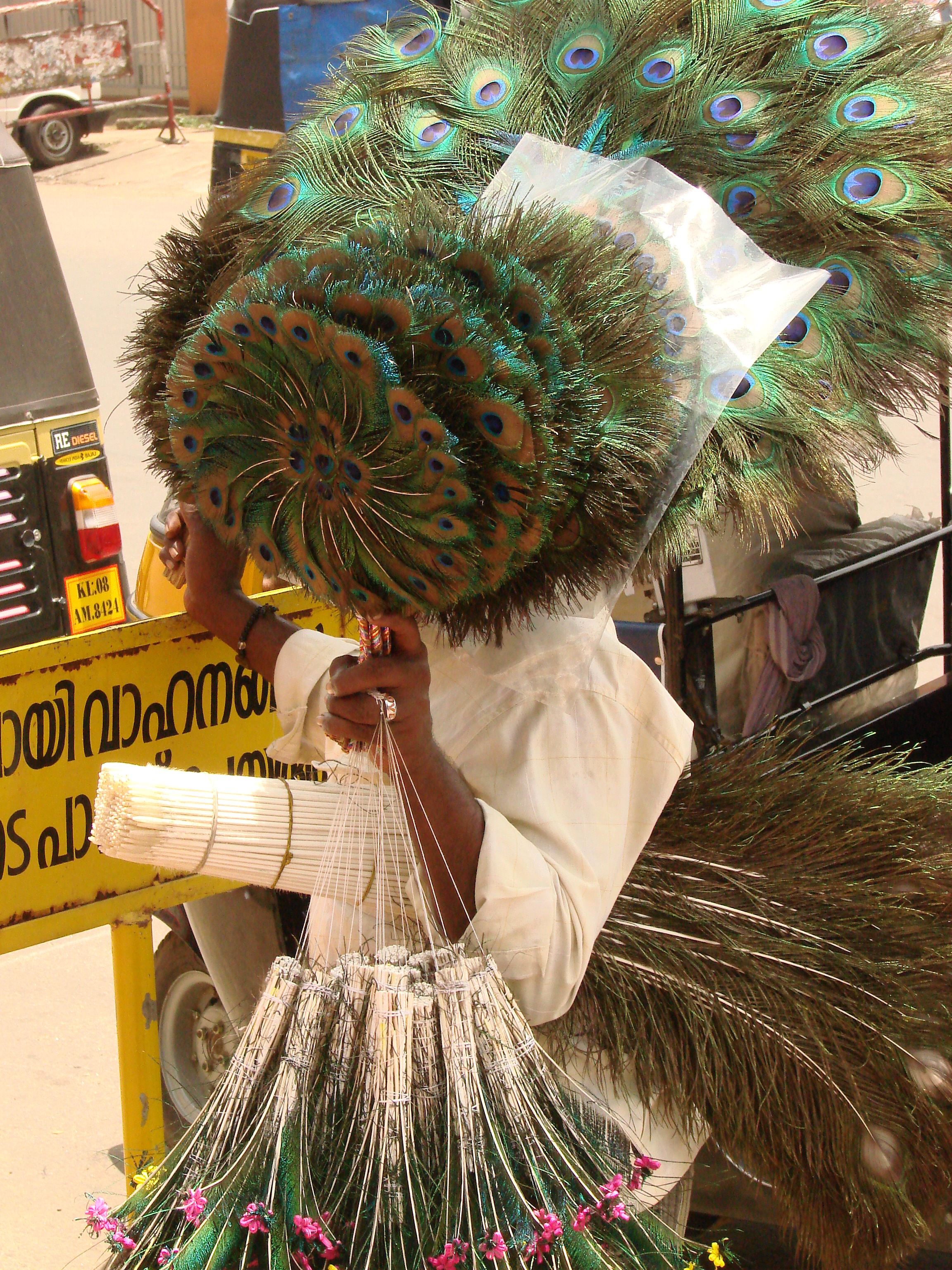
Händler mit Pfauenfedern und -fächern in Thrissur, Indien (2009)
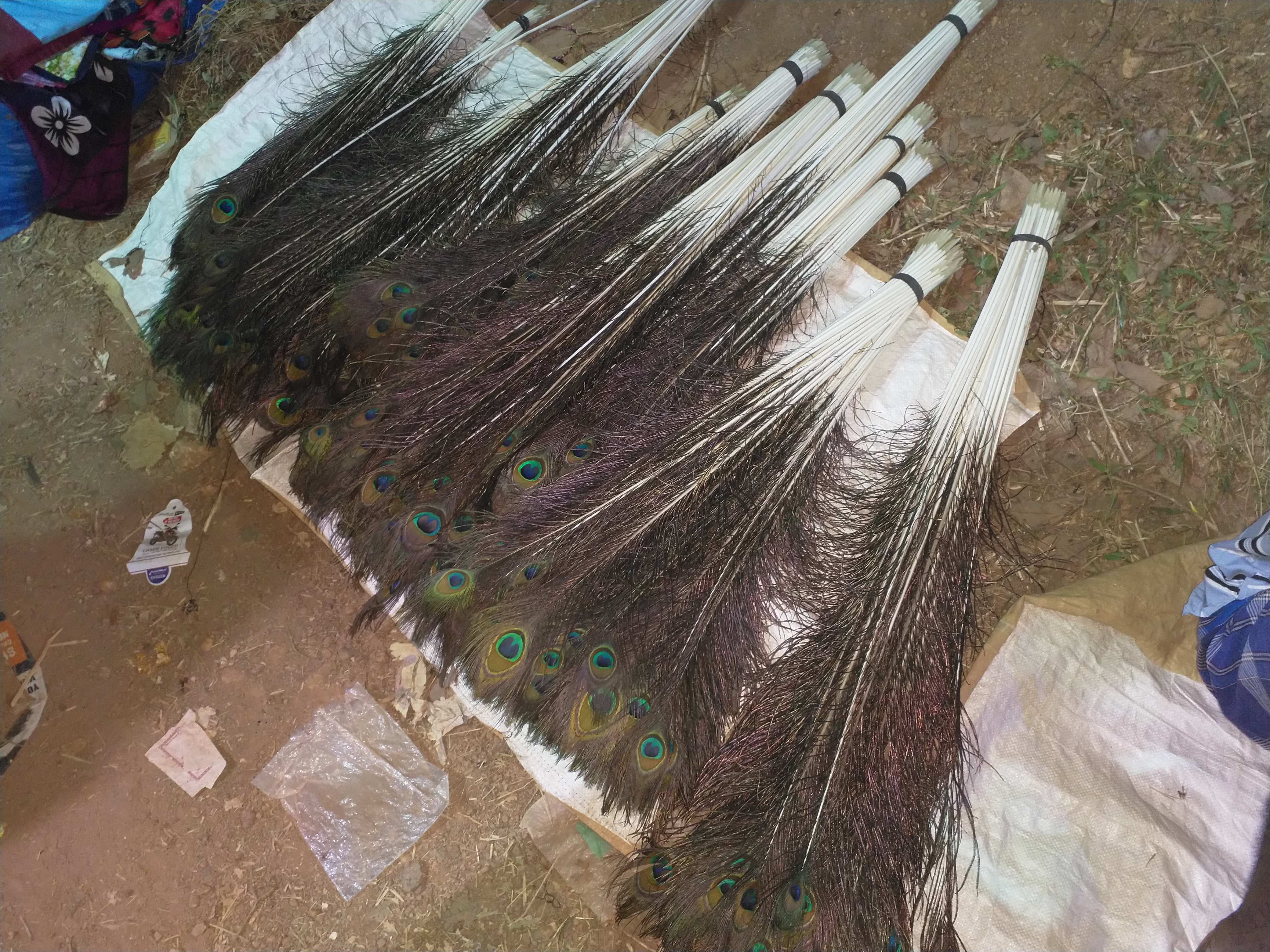
Straßenverkauf in Kerala, Indien (2018)
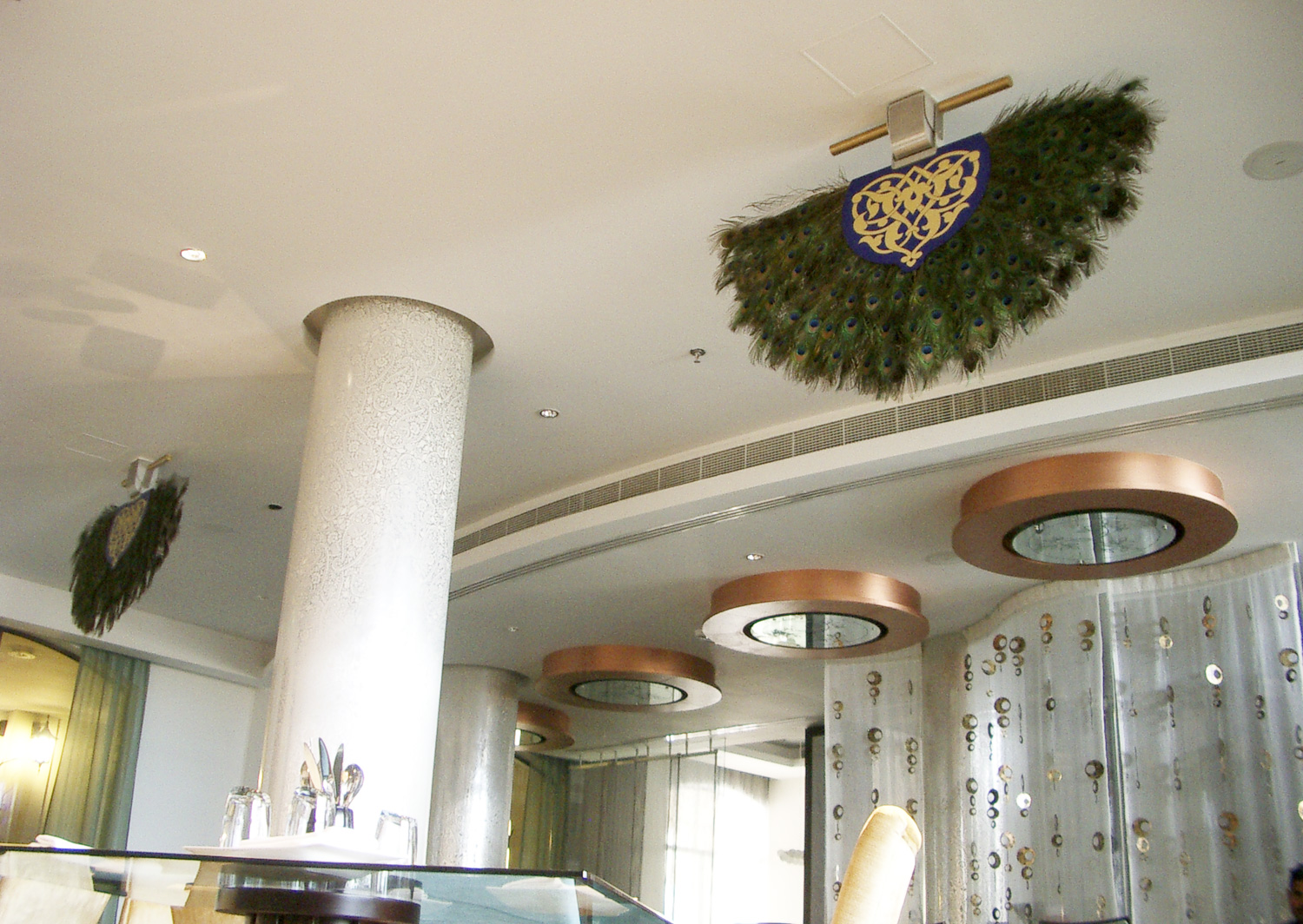
Computergesteuerte Pankha-Deckenfächer aus Pfauenfedern (Jumeirah Beach Residence, Vereinigte Arabische Emirate).

## Kunst, Kunsthandwerk

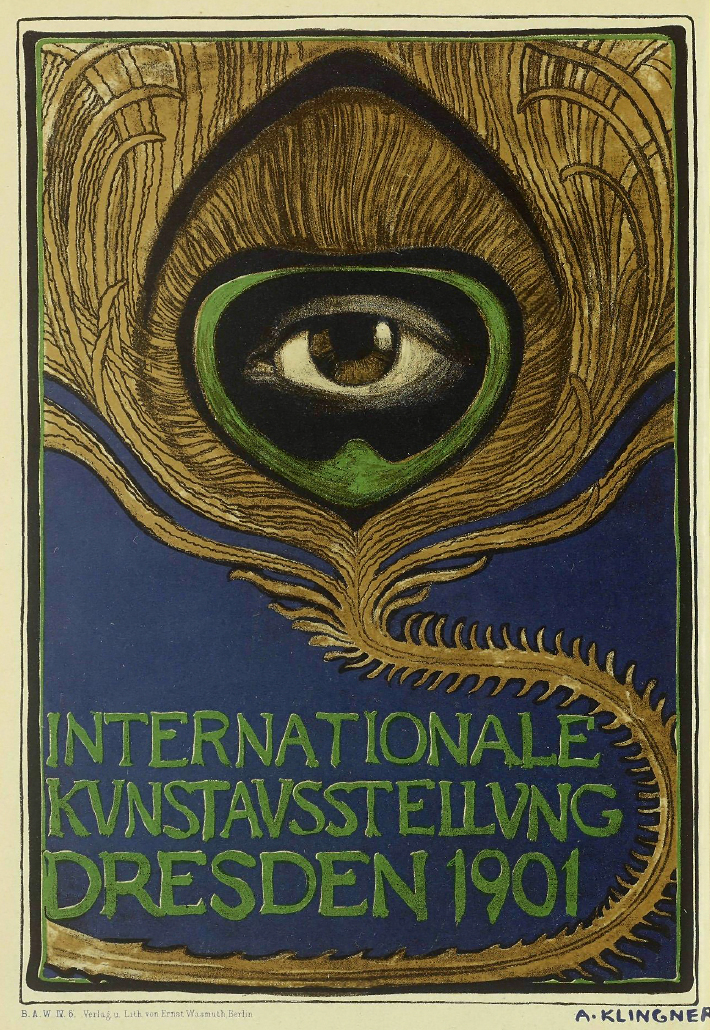
Internationale Kunstausstellung Dresden (Albert Klingner, 1901)

Ein Flabellum (lat. für „Fächer“) ist die Bezeichnung für einen vornehmlich aus Pfauenfedern, Pergament oder Stoff hergestellten als liturgisches Gerät gebrauchten Fächer.
In der Mode erregten einige extravagante, zu besonderen Anlässen getragene Pfauenkleider Aufmerksamkeit, allen voran das von Lady Curzon getragene prächtige Seidenkleid mit Zardozi-Sticktechnik. Die Pfauen„augen“ wurden durch leuchtend blaugrüne Käferflügel herausgehoben. Die Vizekönigin trug das für sie von Jean-Philippe Worth entworfene Kleid auf dem Staatsball Delhi Durbar von 1903, anlässlich der Proklamation von König Edward VII. zum Herrscher von Indien. Eine zeitgenössische Beobachterin meinte: „Eine solche Schönheit ist nicht einer unter Millionen Frauen gegeben“. Das durch ein 1909 fertiggestelltes Gemälde von Lady Curzon des Malers William Logsdail besonders bekannt gewordene Kleid befindet sich heute als Teil einer Sammlung in Kedleston Hall, Derbyshire.
Das in Cecil B. DeMilles Film Samson und Delilah (1949) von Hedy Lamarr getragene, von Edith Head entworfene Pfauenfederkleid wirkte neben seinem Pfauenfederdessin zusätzlich durch eine, um die Wende zum 20. Jahrhundert beliebte Sanduhrfigur der Trägerin. John Galliano benutze die gleiche Silhouette für ein Pfauenkleid seiner Haute Couture für Christian Dior Herbst/Winter 1997–1998. Andrew Bolton stellte in seiner Modebetrachtung dazu fest: „Das mit einem Pfauenmuster applizierte Kleid spiegelt nicht nur die Bravour der Belle Époque wider, sondern weckt auch Assoziationen an die Ästhetik, den Jugendstil und die Präraffaeliten, in denen kraftvolle, arabeske Formen an die anmutigen Linien des Pfaus erinnern.“
So sieht Bolton den Pfau als passendes Emblem der extravaganten und freidenkerischen 1960er Jahre, einer Ära, die zufällig das Wiederaufleben des Jugendstils und der Präraffaeliten mit sich brachte: „Seine schimmernde Unbeständigkeit fand einen natürlichen Ausdruck in der psychedelischen Mode dieser Zeit, insbesondere in den Entwürfen von so richtungsweisenden Designern wie Rudi Gernreich“. Im Jahr 1966 kreierte Gernreich als Teil eines „Total-Looks“ ein mit Pfauenmuster bedrucktes Minikleid aus Matte-Jersey mit dazu passenden Strümpfen und einem Pfauenfederschwanz-Kopfschmuck. „Die kühne grafische Natur der Pfauenfedern, insbesondere ihre glitzernden, hypnotisierenden „Augen“, waren der Inbegriff der selbstbewussten ‚Look-at‘-me-Mode der 1960er Jahre“.
Ein altes, hauptsächlich alpenländisches Kunsthandwerk, heute noch ausgeführt im Sarntal in Südtirol, ist die Federkielstickerei. Dabei werden Pfauenfederkiele von Flaum und Auge getrennt und in feine Streifen geschnitten. Diese „Fäden“ werden kunstvoll in zeitaufwendiger Feinarbeit meist auf Leder verstickt und zu Trachtenbestandteilen wie Schuhen, Taschen, Gürteln oder Hosenträgern verarbeitet. Federkielsticker ist heute ein eigener Beruf mit mehrjähriger Ausbildung.  In Österreich wurde das Federkielsticken 2019 in die Liste des immateriellen Kulturerbes aufgenommen.

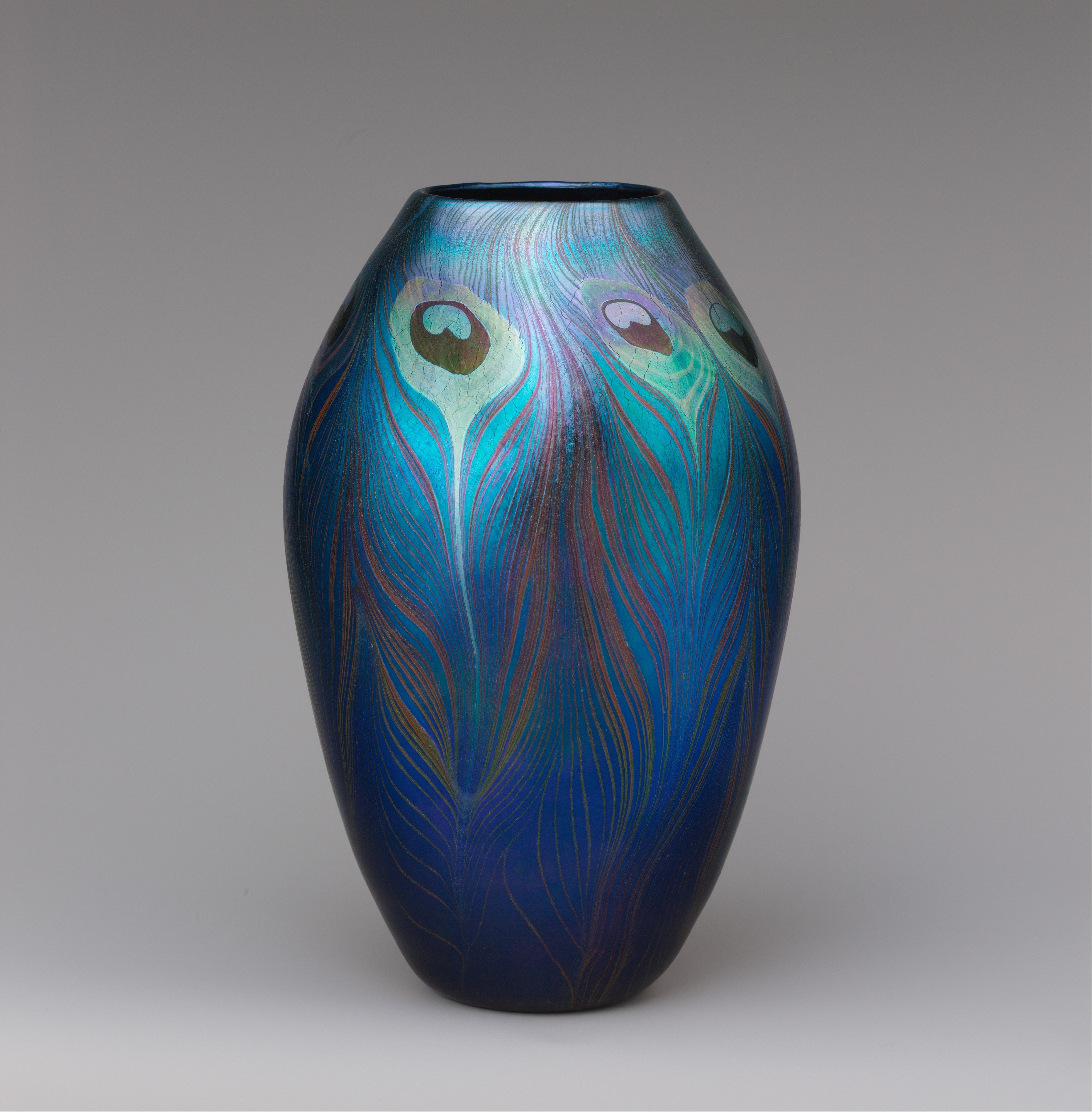
Vase aus Favrile-Glas mit Pfauenfedern (Tiffany-Studios, ca. 1900)
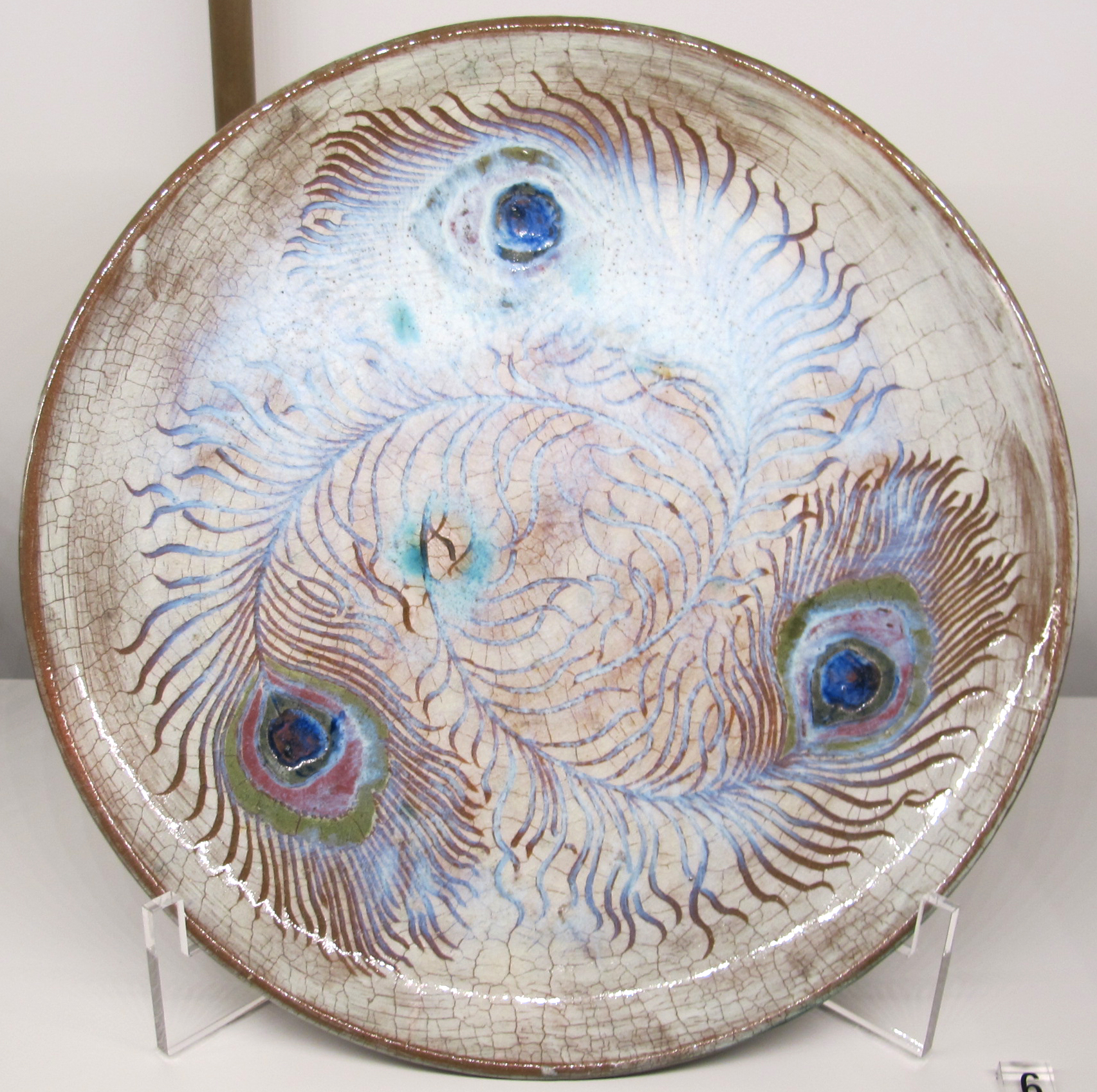
Teller mit Pfauenaugen, Paris (Auguste Delaherche, ca. 1887–1894)
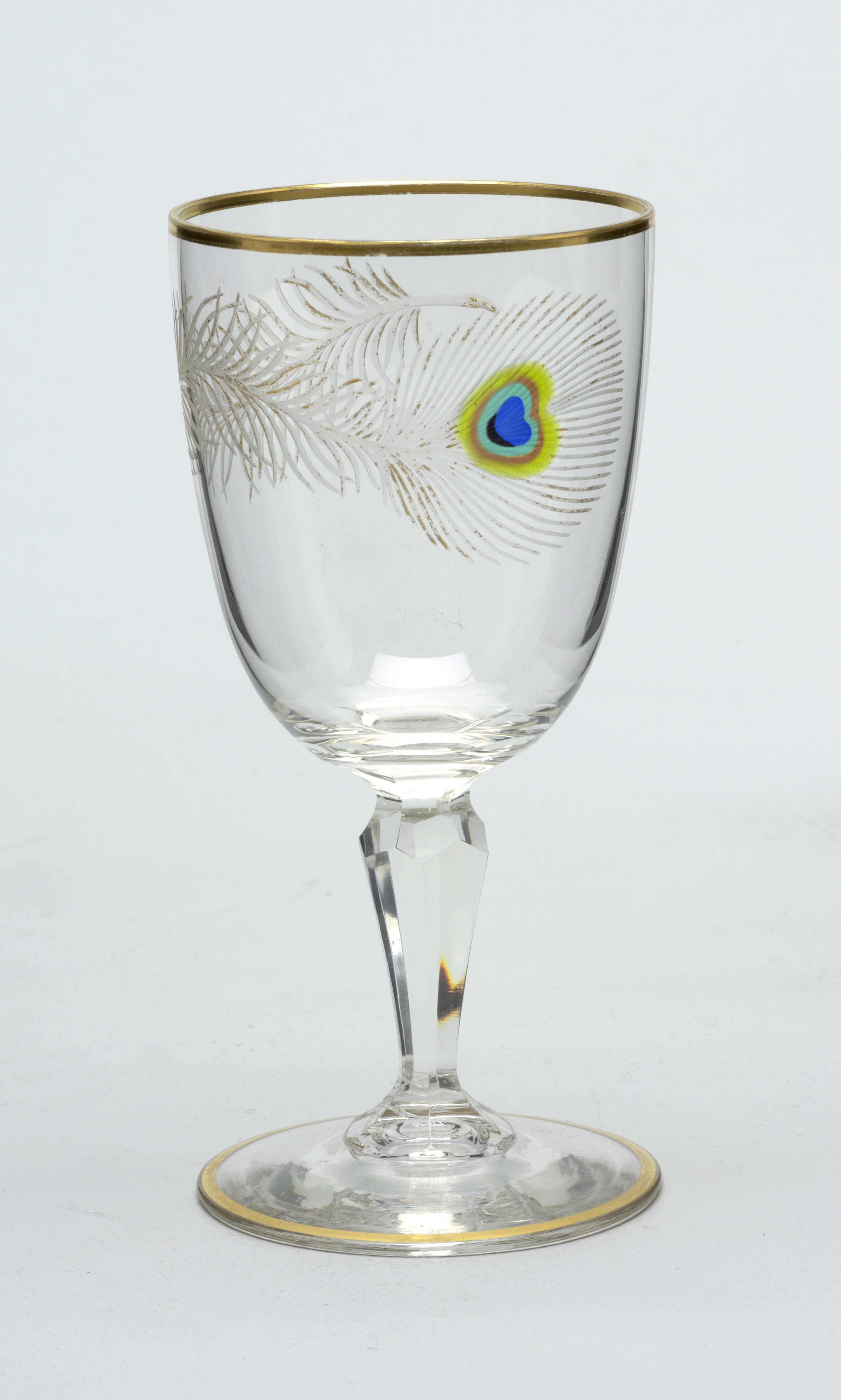
Glaspokal, geätztes Pfauenfeder-Dekor (um 1905)
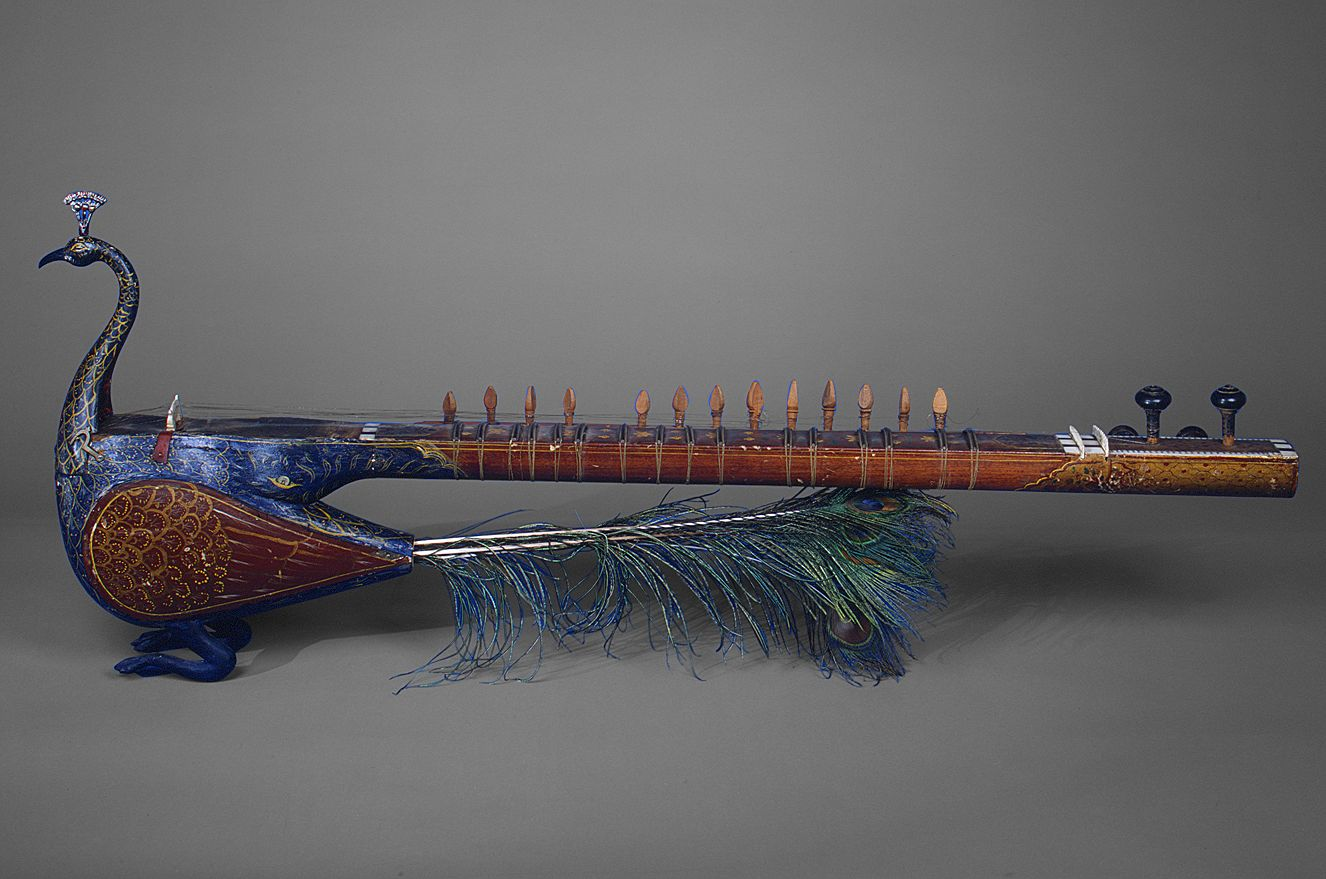
Mayuri vina, als Pfau gestaltetes indisches Musikinstrument, in dessen Schwanzende üblicherweise echte Pfauenfedern stecken

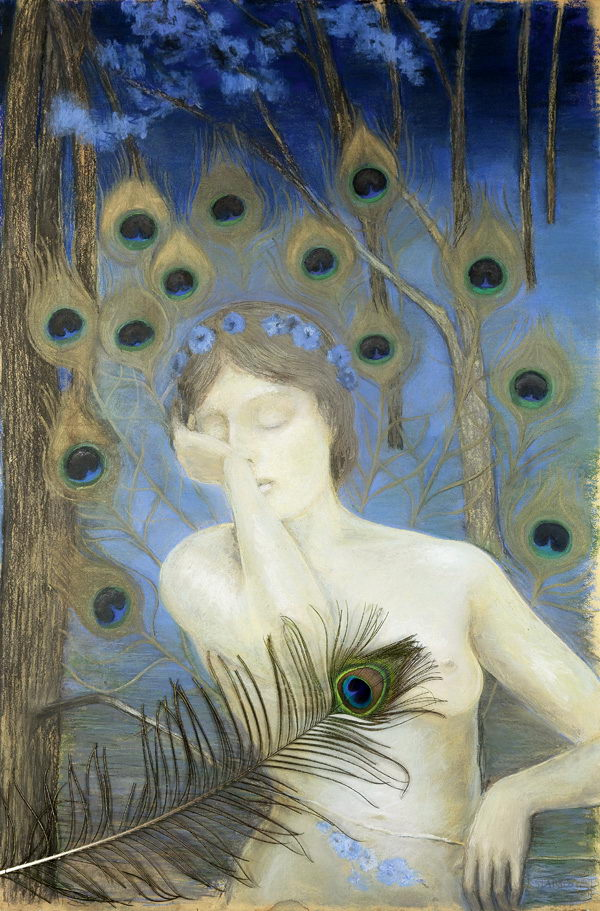
Akt einer Frau vor einem Hintergrund aus Pfauenfedern (Kazimierz Stabrowski, um 1905)
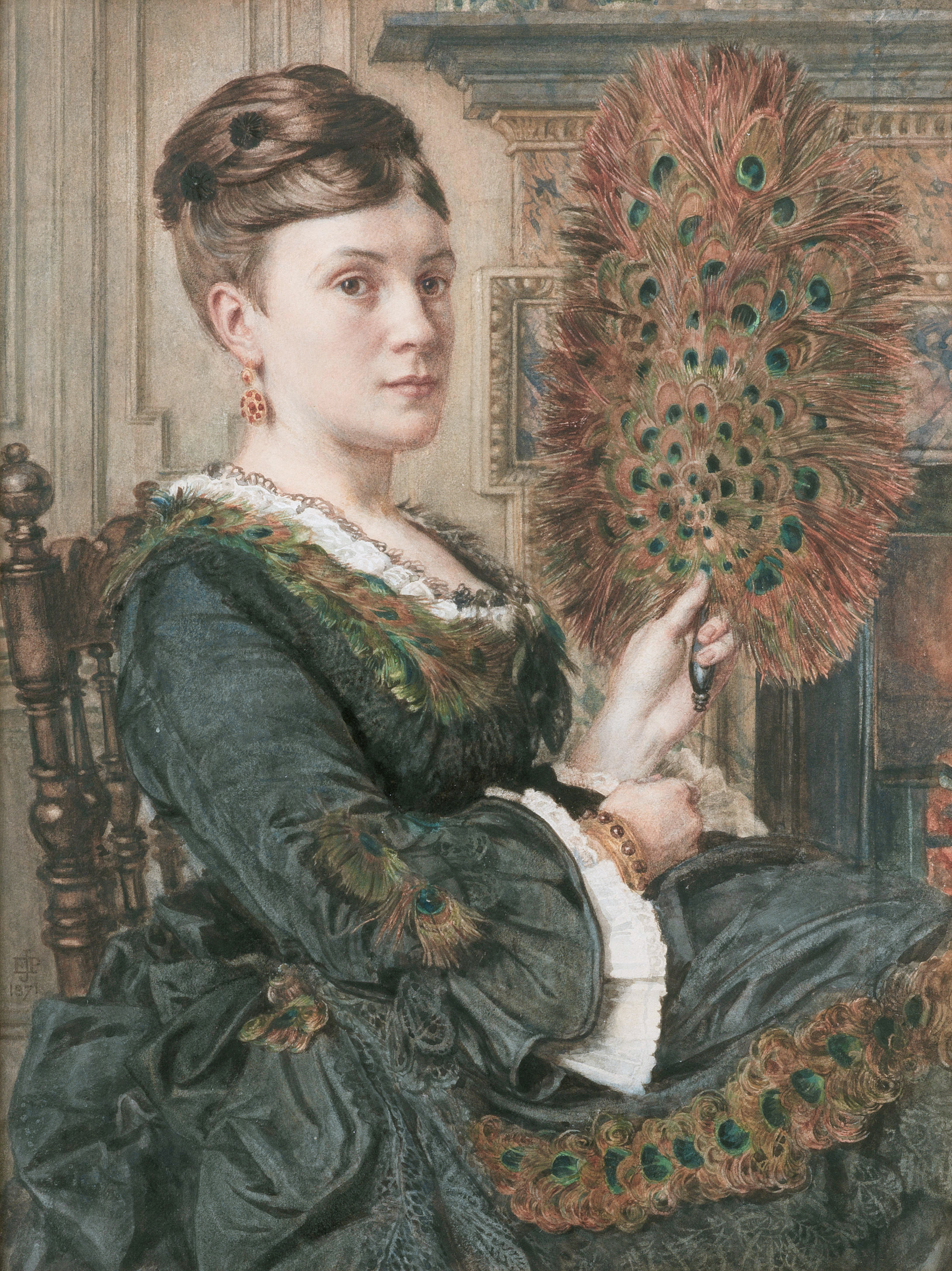
„Der Straußenfeder-Fächer“ (Elizabeth Courtauld, 1871)
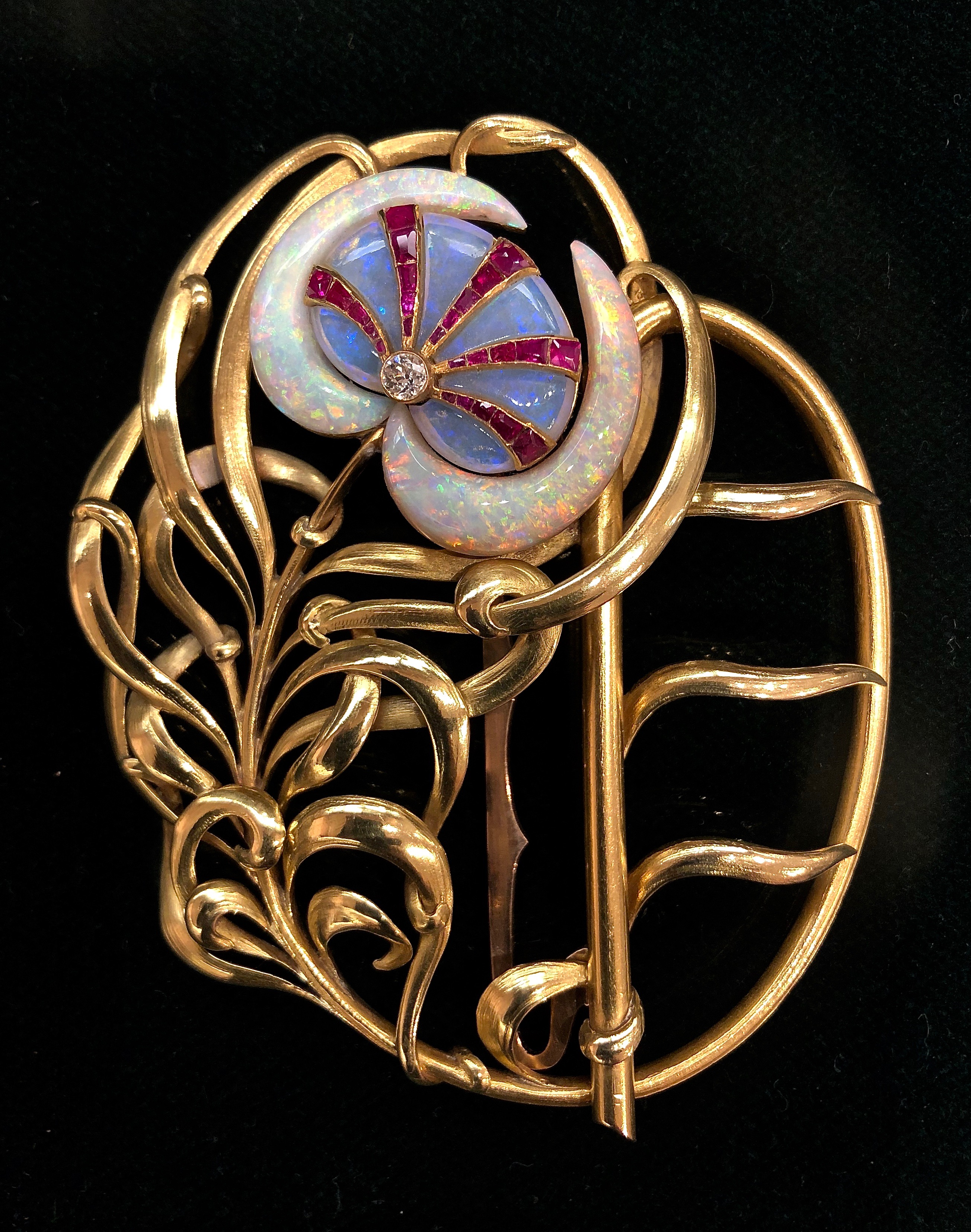
Gürtelschnalle mit Pfauenfeder-Ornamenten (Philippe Wolfers, 1898)
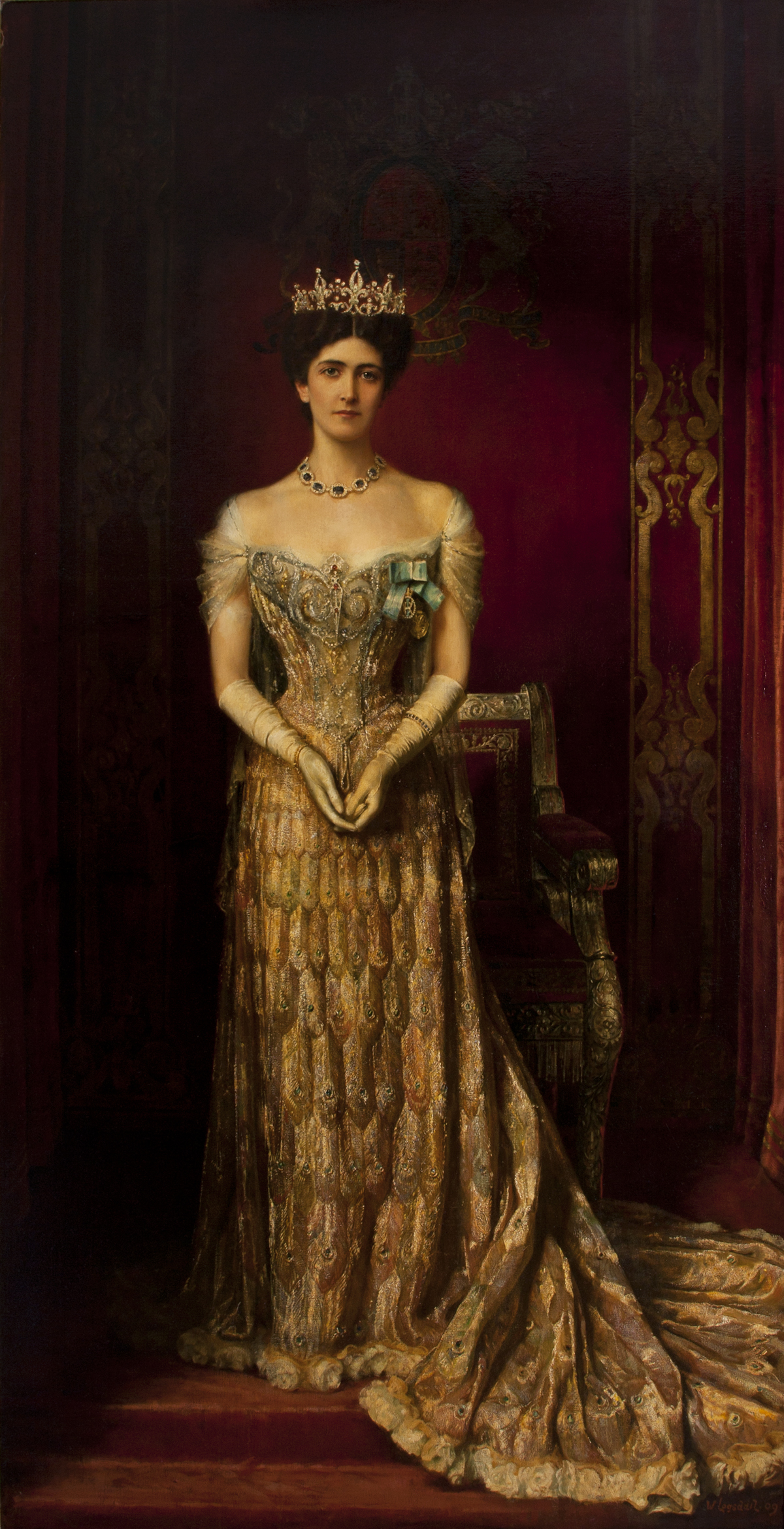
Lady Curzon im Pfauenkleid (1903)
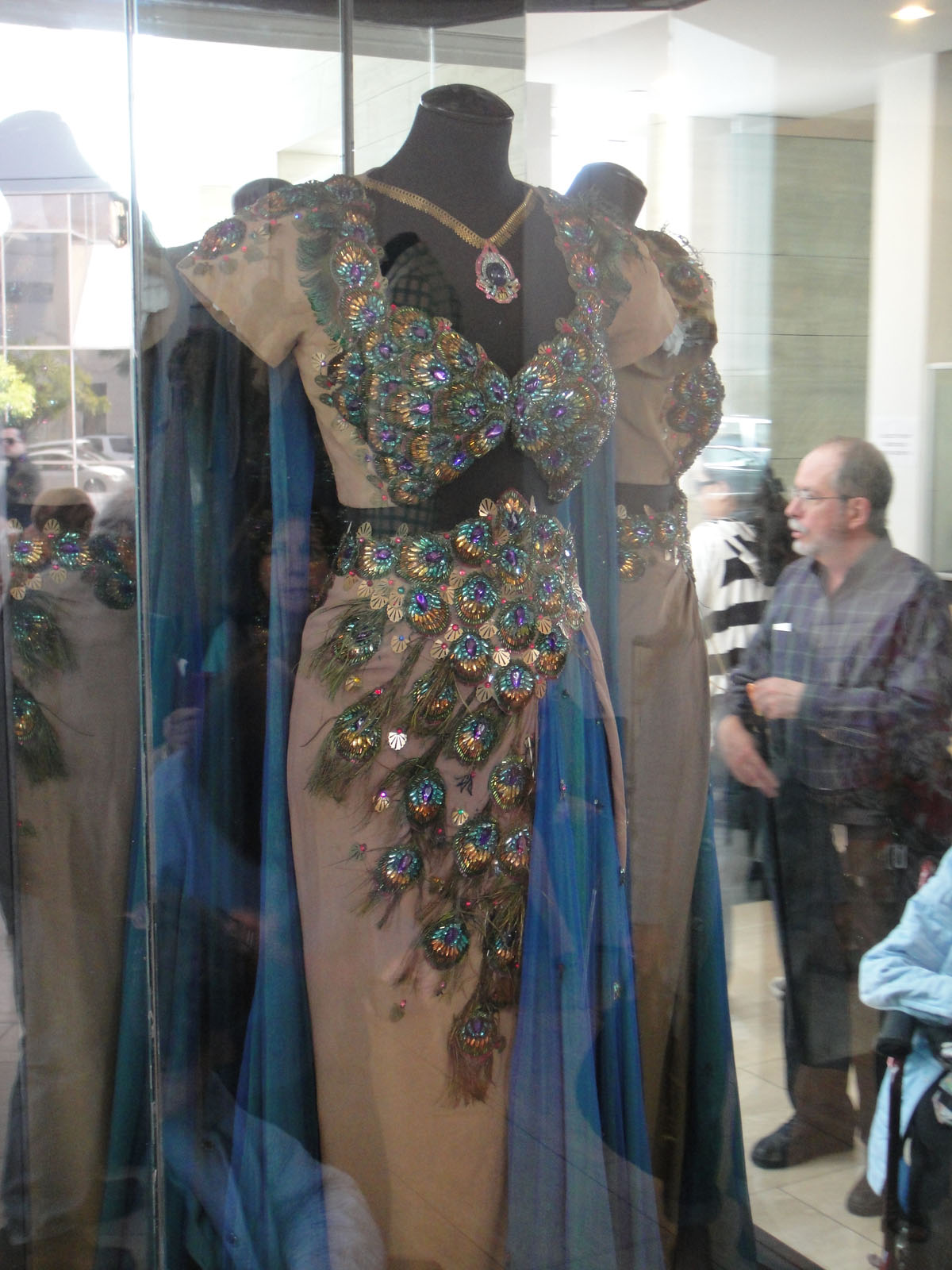
Das Pfauenkleid von Hedy Lamarr aus dem Film „Samson und Delilah“ (auf einer Versteigerung, 2011)

## Heraldik

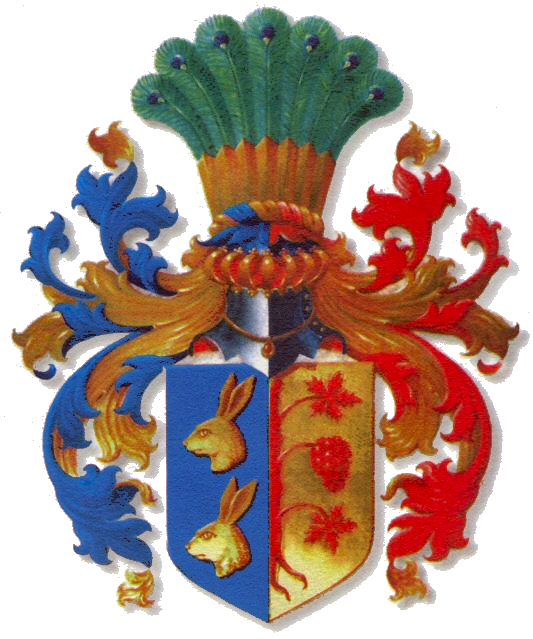
Siegel des uradeligen Geschlechts Maltzahn aus Mecklenburg und Vorpommern mit Busch aus Pfauenfedern

Nicht nur der Pfau dient seit dem 12. Jahrhundert als Wappentier, auch seine Federn finden in der Heraldik vielfach Verwendung. Sie befinden sich zum Beispiel auf einem Siegelring des württembergischen Eberhards des Erlauchten aus dem Jahr 1316, auf dem der Graf einen Helm mit Pfauenfedern auf dem Kopf hat. Im „neuen Stadtwappen“ von Villingen-Schwenningen soll es beispielsweise die Verbundenheit zum österreichischen Kaiserreich ausdrücken. Das „pompöse Wappen“ bekam die Stadt für ihre tapfere Haltung während der Bauernkriege 1524/25 vom späteren Kaiser Ferdinand I. am 10. August 1530 zugesprochen, in dem gleich ein ganzer Pfauenschweif als Helmzier prangte.

## Mythologie, Glücks- oder Unglücksbringer
Der Pfau gilt seit jeher als ein Symbol von Schönheit, Reichtum, Königlichkeit, Stolz, Liebe und Leidenschaft, aber auch von Unsterblichkeit, Arroganz und Eitelkeit. Überwiegend wurde die Pfauenfeder und ihre Darstellung aufgrund ihres als unbestreitbar schön empfundenen Aussehens wohl als positiv empfunden. Das war nicht immer und nicht überall so. In der frühen christlichen Kirche galt der Pfau noch als ein Symbol des Himmels, der Seligkeit und des Glücks. Wurden anfangs die Cherubim sogar gelegentlich mit Pfauenflügeln dargestellt, wurde der Pfau später als ein Symbol für Eitelkeit angesehen. In der tibetischen Mythologie wird dem Pfau nachgesagt, er nähme alles Negative auf und verwandelt es ins Positive, wodurch der Sage nach die Farben seines Federkleids entstehen.

### Glück, Schmuck
Bereits im 12. Jahrhundert vor Christus wurde der altägyptische Wind- und Fruchtbarkeitsgott Amun mit einer doppelten Federkrone aus zwei aufrechtstehenden Pfauenfedern dargestellt.
Angeregt durch die Schönheit seiner Federn schrieb man dem Pfau nahezu magische Eigenschaften zu. Die Hindus verbinden mit dem Pfau Indra, den Gott des Donners, der ein Pfau wurde, um den Dämon Ravana auszutreiben. Der hinduistische Gott Krishna trägt auf Darstellungen als eines seiner Attribute eine oder mehrere Pfauenfedern im Haar. In der hinduistischen Tempelanlage von Phanom Wan bezeugt eine Inschrift von König Udayadityavarman II. (reg. 1050 bis 1066) die Beförderung des Soldaten Viravarman, als deren Zeichen er neben elfenbeinernen Schirmen Pfauenfedern erhielt.
Im Islam gelten Pfauen als äußerst sauber und rein. Der Dichter Saadi hielt im 13. Jahrhundert in seinem Werk Golestan („Rosengarten“) einzig die Pfauenfeder für würdig, als Lesezeichen im Koran zu liegen. Goethe übernahm im West-Östlichen Divan dieses Motiv: „Willkommen an dem heilgen Platz - Der Erdgebilde höchster Schatz! - An dir, wie an des Himmels Sternen - Ist Gottes Größe im kleinen zu lernen - Daß er, der Welten überblickt - Sein Auge hier hat aufgedrückt […]“
Pfauenthrone gab es bereits im alten Babylon, in Burma, wo der Pfau als glücksbringender Vogel angesehen wird, war er der wichtigste Thron neben dem Löwenthron. Der für die persische Dynastie sprichwörtlich gewordene ursprüngliche, 1635 eingeweihte Pfauenthron, wurde anfangs aufgrund seiner überaus kostbaren Ausstattung als Juwelenthron bezeichnet. Er bekam seinen späteren Namen von zwei auf der Rückseite tanzenden Pfauen, mit weiteren Pfauenabbildungen.
Die meisten Pfauen und ihre Darstellungen finden sich in Indien, wo der Pfau 1963 zum Nationalvogel erklärt wurde. Hier wird ihm und seinen Federn, über das dekorative Moment hinaus, eine positive Ausstrahlung zugesprochen.

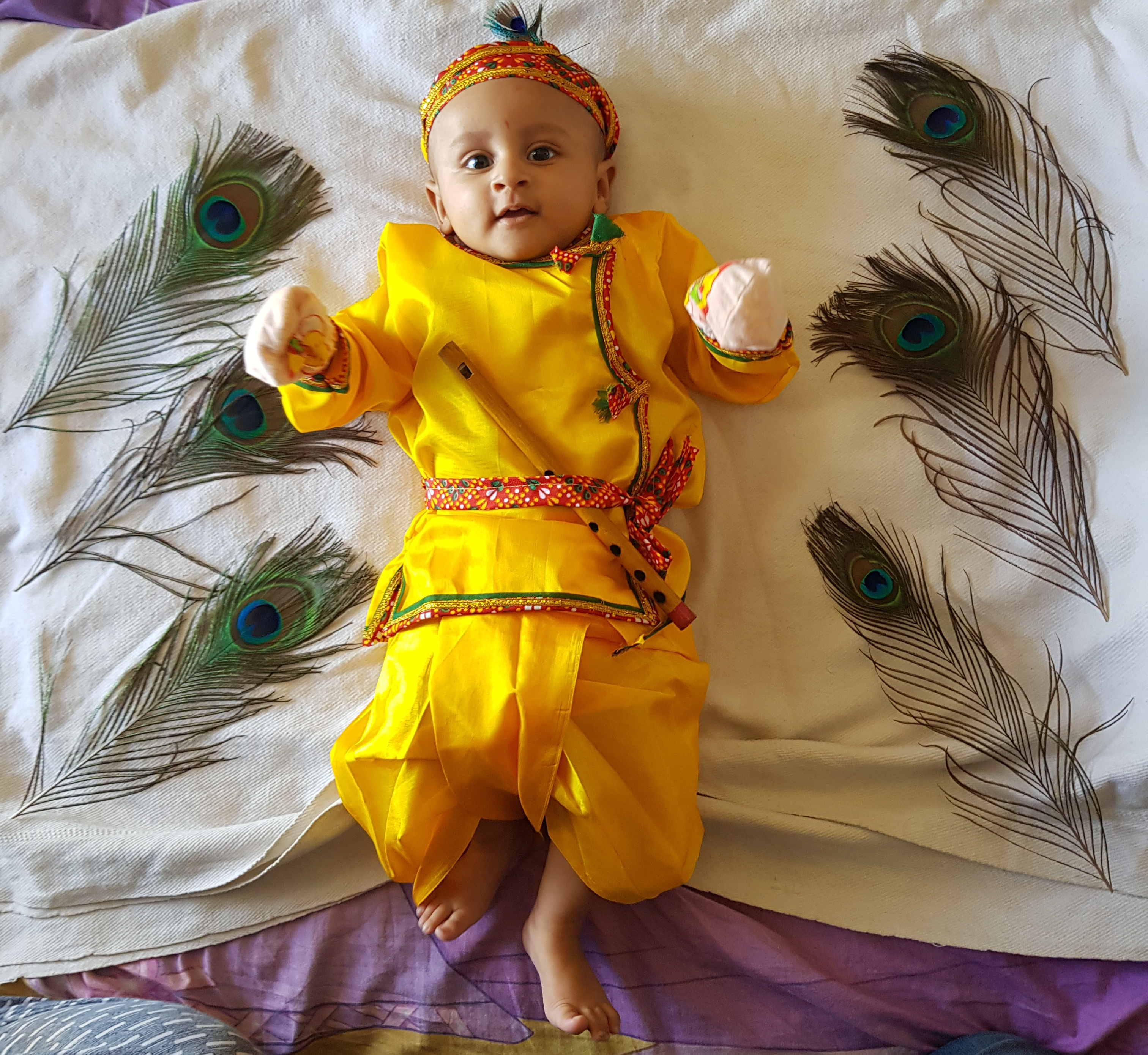
Indisches Kleinkind mit Krishnas Flöte, umgeben von sechs Pfauenfedern (2019)
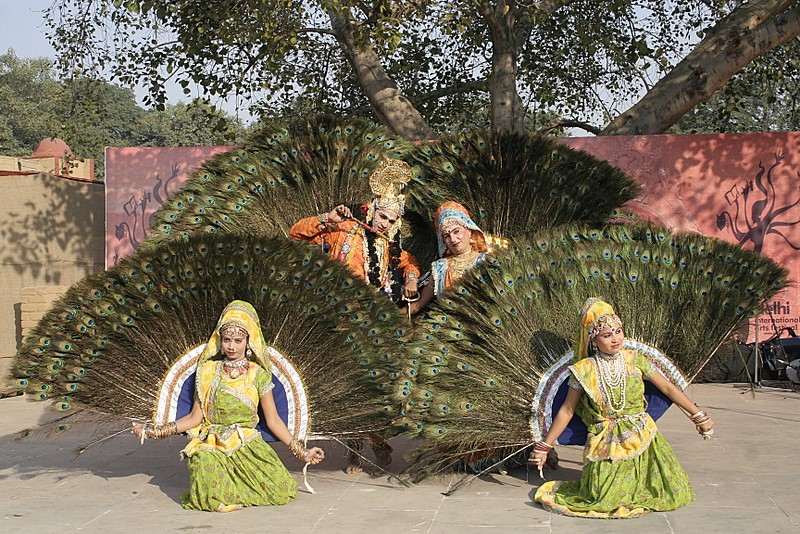
Pfauenfedertanz, Indien (2008)
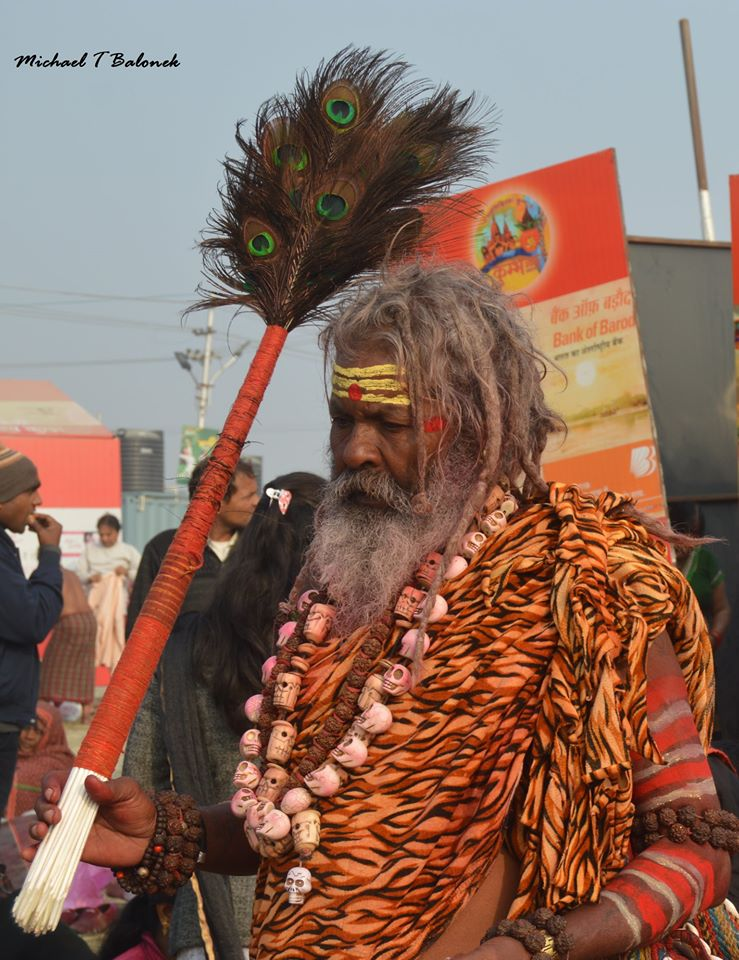
Ein Sadhu spendet bei der Kumbh Mela in Prayagraj gegen eine Gabe seinen Segen (Indien, 2019).
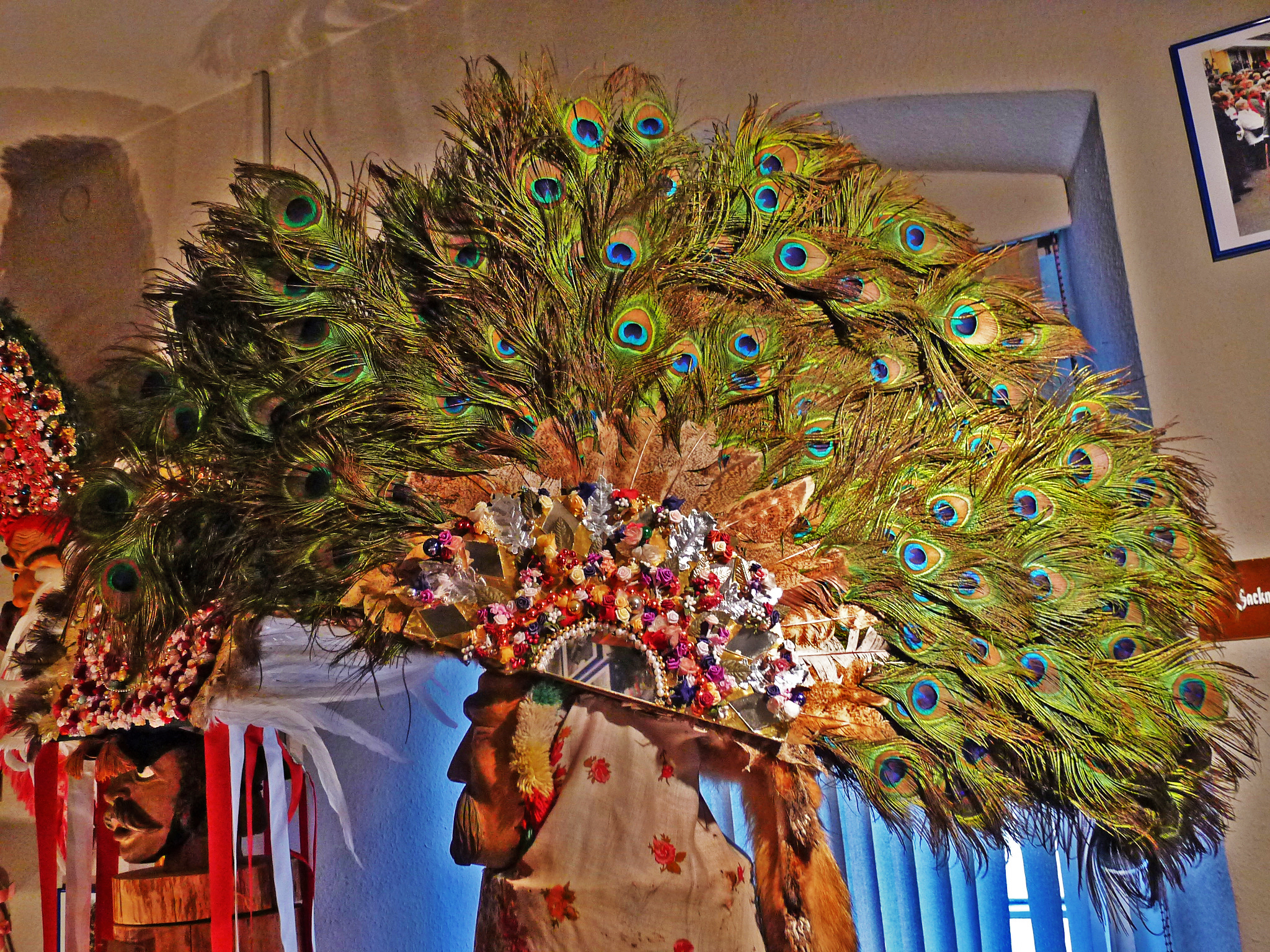
Teil einer Zaggeler-Maske, eine Figur des Mullerlaufens der MARTHA-Dörfer, Tirol, Österreich (Museumsstück)
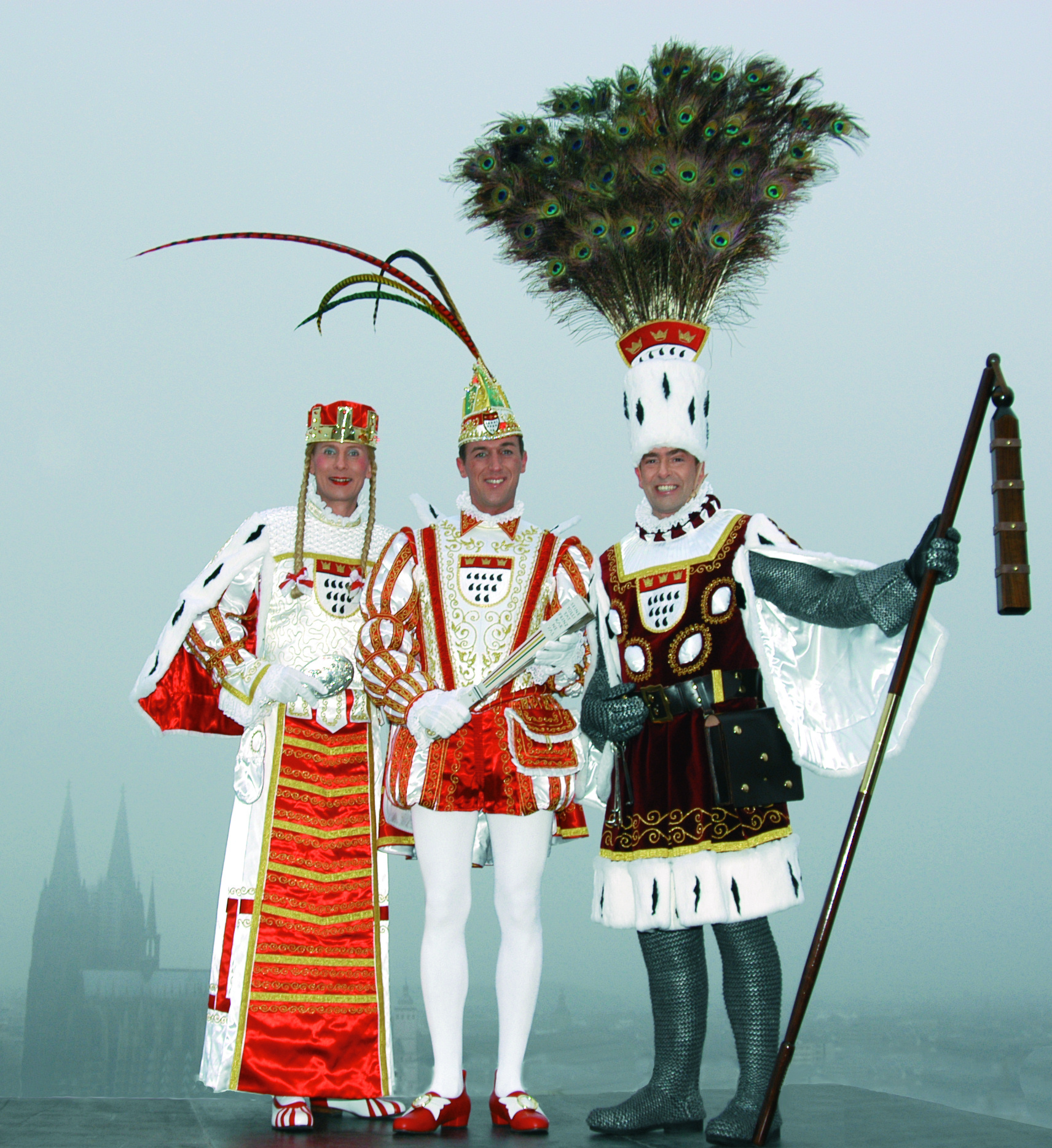
Regenten des Kölner Karnevals, rechts der „Bauer“ mit pfauenfedergekröntem Hermelinhut (2005)

### Unheil

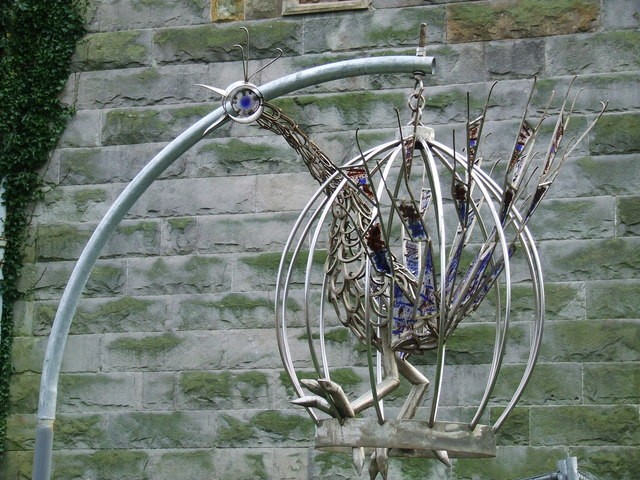
„Pfau im Käfig“ (Plastik, McLean Museum & Art Gallery, Greenock, Schottland)

In manchen Gegenden galten Pfauenfedern als Unglücksbringer, wohl angeregt durch ihr Augenmuster, dem, wie auch seltenen Augenfarben beim Menschen, der böse Blick zugeschrieben wurde. Um 1920 hieß es, dass man in Nordböhmen Pfauenfedern nicht als Zimmerschmuck verwendete, da sie Eifersucht und Unglück ins Haus brächten. in Orléans waren die Pfauenfedern unter anderem dafür verantwortlich, wenn das Hausmädchen Geschirr zerbrach oder die Soßen verdarben. Paul Sébillot schrieb: „Zur Zeit, als die Pfauenfedern Mode waren, verlor die Frau eines meiner Freunde ein Kind und schrieb zum Teil dieses Unglücks dem bösen Auge dieser Federn zu“. Verschenkte man in den schottischen Hochlanden Pfauenfedern so brachte das Unglück, insbesondere wenn man nur eine verschenkte, die Gabe von zwei Federn hat diese unheilvolle Eigenschaft jedoch nicht. In North Yorkshire wurde gesagt, dass ein junges Mädchen sich nicht verheiraten wird, wenn sie Pfauenfedern als Schmuck benutzt hat. Auch in Amerika wird ein in einem mit Pfauenfedern geschmückten Zimmer schlafendes Mädchen nie heiraten, auch wird früher oder später das Haus zerstört werden. In Shropshire brachte es bereits Unglück, solche Federn sich nur ins Haus zu holen. In der Gegend um die kanadische Stadt Toronto meint man, dass wer Pfauenfedern im Haus hat öfter krank wird.
Schauspieler mochten, zumindest früher, Pfauenfedern überhaupt nicht, „sie bringen immer Unglück“. Als das Londoner Prince of Wales Theatre mit an den Brüstungen, nur gemalten, Pfauenfedern geschmückt war, weigerten sich die Schauspieler aufzutreten und die Ausschmückungen wurden wieder entfernt.